# Pseudotsuga sinensis
Pseudotsuga sinensis är en tallväxtart som beskrevs av Dode. Pseudotsuga sinensis ingår i släktet douglasgranar och familjen tallväxter.
Arten förekommer i centrala och östra Kina från östra Tibet österut och södra Shanxi söderut till landets sydliga provinser samt till norra Vietnam. Trädet hittas även på Taiwan. Det växer i kulliga områden och bergstrakter mellan 600 och 3300 meter över havet. Vädret i regionen är tempererat till varmt och årsnederbörden varierar mellan 1 000 och 2 000 mm.
Pseudotsuga sinensis ingår vanligen i blandskogar med lövträd samt andra barrträd som Tsuga chinensis, Tsuga dumosa och Picea brachytyla. I dessa skogar står träden vanligen tät intill varandra. Trädgrupper med endast Pseudotsuga sinensis är i princip obefintliga.
I bergstrakternas låga delar brukas skogen intensivt vad som påverkar artens bestånd negativ. Ett annat hot är skogens omvandling till jordbruksmark. Artens trä används för olika konstruktioner och för möbler. I utbredningsområdet inrättades flera skyddszoner. IUCN uppskattar att hela populationen minskade med något över 30 procent under de gångna 75 åren (räknad från 2013). Arten listas som sårbar (VU)

## Underarter
Arten delas in i följande underarter:
- P. s. brevifolia
- P. s. gaussenii
- P. s. sinensis